# Hermann Zoll
Hermann Zoll (Kassel, 1643 – Marburg, 7 februari 1725) was een Duits jurist.

## Biografie
Hermann Zoll werd in 1643 geboren in Kassel en studeerde daar aan het pedagogium. Hij studeerde rechten aan verschillende universiteiten. Vanaf 1659 liep hij college in Rinteln, vanaf 1661 in Franeker en daarna in Duisburg. Vanaf 1664 doceerde hij aan de Universiteit van Marburg. Tijdens zijn docentschap promoveerde Zoll in 1666 in Rinteln tot doctor in de rechten. In 1674 werd hij gewoon hoogleraar voor de Institutiones, een onderdeel van het Corpus Iuris Civilis. Kort daarna werd hij benoemd tot advocaat voor de financiële aangelegenheden van de universiteit en in 1679 werd hij eerste professor in de rechten. In 1700 werd Zoll regierungsrat; 14 jaar later werd hij als oudste lid voorzitter van de regierungsrat van Rinteln. Hij overleed op 7 februari 1725 op 82-jarige leeftijd in Marburg.
Hermann Zoll raakte in zijn Rintelnse tijd onder andere verwikkeld in een hevige pennenstrijd met de Marburgse hoogleraar Otto Philipp Zaunschliffer over de rechtsregel koop breekt geen huur.